# Eyalet

L'Atlante Cedidl del 1803, che mostra gli Eyalet mediorientali.

L'eyalet (in turco ottomano ایالت , pronuncia [ejaːˈlet]), noto anche come beylerbeylik o pashalik, fu una suddivisione amministrativa di primo livello dell'Impero ottomano.
Dal 1453 all'inizio del XIX secolo il governo locale ottomano era strutturato in modo approssimativo. L'Impero era inizialmente diviso in province chiamate eyalet, presiedute da un Pascià di tre code (piume portate sul bastone cerimoniale di un ufficiale di stato). Il Gran Visir era responsabile della nomina di tutti gli alti ufficiali di Stato, sia nella capitale che nelle province. Tra il 1861 ed il 1866, questi Eyalet furono aboliti e il territorio fu diviso per scopi amministrativi in Vilayet.
Gli eyalet erano suddivisi in distretti chiamati sangiaccati, ognuno dei quali era sotto la responsabilità di un Pascià di una coda, con il titolo di Mira-lira, o Sanjak-bey. Queste province erano solitamente chiamate pashalik dagli europei. Il pascià era investito di poteri di governo assoluto all'interno della sua provincia, essendo il capo dei dipartimenti sia militare che finanziario, nonché di polizia e giustizia penale.
Nelle funzioni ufficiali, l'ordine di precedenza era Egitto, Baghdad, Abissinia, Buda, Anatolia, "Mera'ish" e il Capitan pascià in Asia e Buda, Egitto, Abissinia, Baghdad e Rumelia in Europa, con il resto organizzato secondo all'ordine cronologico della loro conquista.

## Nomi
Il termine eyalet è talvolta tradotto in provincia o governatorato. A seconda del grado del governatore, a volte erano anche conosciuti come pashalik (governati da un pasha), beylerbeylik (governati da un bey o beylerbey) e kapudanlik (governati da un kapudan).
Pashaluk o pashalik (in turco paşalık) è la parola derivata da pascià, che denota la qualità, l'ufficio o la giurisdizione di un pascià o il territorio da lui amministrato. Nelle fonti europee, la parola "pashalic" si riferiva generalmente agli eyalet. Nelle fonti in lingua italiana è anche utilizzato il termine "pascialato".
Il termine "eyalet" iniziò ad essere applicato alla più grande unità amministrativa dell'Impero ottomano al posto di beglerbegilik dal 1590 in poi, e continuò ad essere usato fino al 1867.

## Storia

Gli eyalet nel 1609

Murad I istituì la grande divisione del sultanato in due beylerbeyilik di Rumelia e Anatolia, intorno al 1365. Con l'espansione verso est dei regni di Bayezid nel 1390, nacque un terzo eyalet, l'Eyalet di Rum, con Amasya come capoluogo. Esso divenne la sede del governo del figlio più giovane di Bayezid, Mehmed I, e sarebbe rimasta una residenza di governatori principeschi fino al XVI secolo.
Nel 1395, Bayezid I giustiziò l'ultimo zar Shishmanide di Bulgaria e annesse il suo regno nell'Eyalet di Rumelia. Nel 1461, Mehmed II espulse l'ultimo della dinastia Isfendyaridi da Sinop, assegnandogli le terre vicino a Bursa in cambio del suo territorio ereditario. Il principato degli Isfendyaridi divenne un distretto dell'Eyalet di Anatolia. Nel 1468 fu fondato l'Eyalet di Karaman, in seguito all'annessione dell'ex principato indipendente di Karaman; Mehmed II nominò suo figlio Mustafa governatore del nuovo eyalet, con sede a Konya.
Il XVI secolo vide il maggior aumento del numero di eyalet, in gran parte attraverso le conquiste di Selim I e Solimano I, creando la necessità di incorporare il nuovo territorio nella struttura dell'Impero, e in parte attraverso la riorganizzazione del territorio esistente. Un elenco datato 1527 mostra otto eyalet, con l'Egitto, Damasco, Diyarbekir e il Kurdistan aggiunti ai quattro originali. L'ultimo eyalet, tuttavia, non è sopravvissuto come entità amministrativa. Le conquiste di Süleyman nella Turchia orientale, in Iraq e in Ungheria portarono anche alla creazione di nuovi eyalet.
L'ex principato di Dulkadir divenne il Eyalet di Dulkadir qualche tempo dopo la sua annessione nel 1522. Dopo la campagna iraniana del 1533-1536, i nuovi eyalet di Erzurum, Van, Sharazor e Baghdad presidiavano la frontiera con l'Iran. Nel 1541 avvenne la creazione dell'Eyalet di Budin da parte dell'antico Regno d'Ungheria- L'Eyalet dell'Arcipelago fu creato da Solimano I appositamente per Khayr al-Din Barbarossa nel 1533, staccando i distretti dalle rive e dalle isole dell'Egeo che in precedenza facevano parte degli eyalet della Rumelia e dell'Anatolia, e unendoli come un eyalet indipendente.
Nel 1580, la Bosnia, in precedenza un distretto della Rumelia, divenne un eyalet a pieno titolo, presumibilmente in considerazione della sua posizione strategicamente importante al confine con gli Asburgo. Considerazioni simili portarono alla creazione dell'Eyalet di Kanje dai distretti adiacenti a questa fortezza di confine, che era caduta agli Ottomani nel 1600. Nello stesso periodo, l'annessione dei distretti della Rumelia sul Danubio inferiore e sulla costa del Mar Nero, e la loro aggiunta ai territori tra il Danubio e il Dniepr lungo il Mar Nero, creò l'Eyalet di Silistra. Allo stesso tempo, sulla sponda sud-orientale del Mar Nero, nacque l'Eyalet di Trebisonda. Lo scopo di questa riorganizzazione, ed in particolare la creazione dell'eyalet di Özi, era presumibilmente quello di migliorare le difese dei porti del Mar Nero contro i cosacchi.
Nel 1609, secondo l'elenco di Ayn Ali, vi erano 32 eyalet. Alcuni di questi, come Tripoli, Cipro o Tunisi, furono il bottino della conquista. Altri, invece, erano il prodotto della divisione amministrativa.

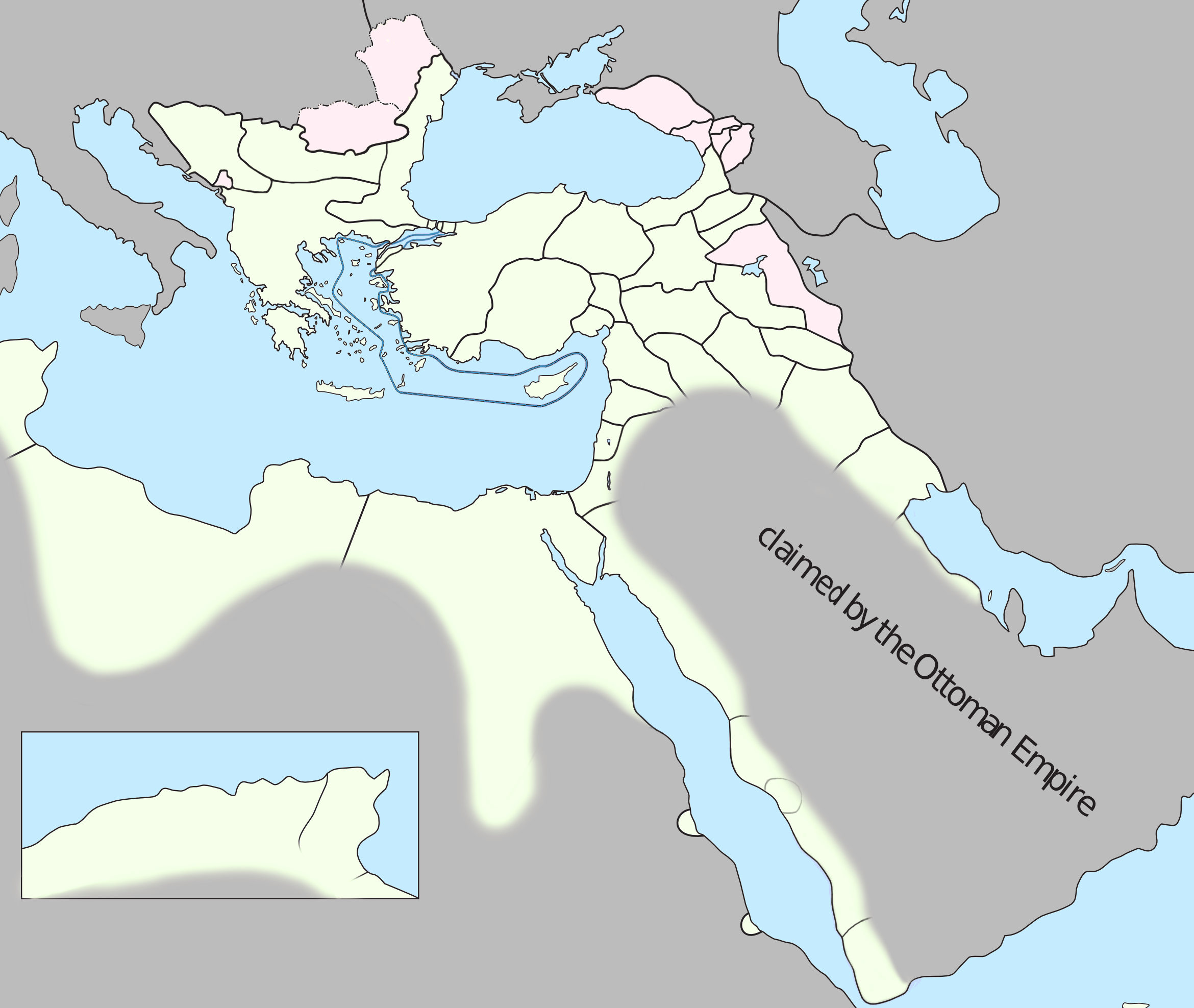
Eyalet nel 1795

Nel 1795, il governo avviò un'importante riorganizzazione dell'amministrazione provinciale, con una legge che decretava che ci sarebbero state 28 province, ciascuna governata da un vizir. Questi erano Adana, Aleppo, Anatolia, Baghdad, Bassora, Bosnia, Childir, Creta, Damasco, Diyarbekir, Egitto, Erzurum, Habesh, Karaman, Kars, Dulkadir, l'Arcipelago, Morea, Mosul, Rakka, Rumelia, Sidone, Sharazor, Silistra, Sivas, Trebisonda, Tripoli e Van. Nella pratica, tuttavia, il controllo centrale rimase debole, e i beylerbeyis continuarono a governare alcune province, al posto dei vizir.

## Governo
I beglerbegilik, dove il sistema timar non era applicato, come Abissinia, Algeri, Egitto, Baghdad, Bassora e Lahsa, erano più autonomi degli altri. Invece di raccogliere le entrate provinciali attraverso gli spahi, il beglerbegi trasferiva lesomme annuali fisse a Istanbul, note come salyane.
Nel 1500, i quattro eyalet centrali dell'Impero, Rumelia, Anatolia, Rum e Karaman, furono sotto il dominio diretto. La Valacchia, la Moldavia ed il Khanato di Crimea, territori che Mehmed II aveva portato sotto la sua sovranità, rimasero sotto il controllo delle dinastie native tributarie del Sultano. Così fu anche per il Regno d'Ungheria dopo la battaglia di Mohács nel 1526.

## Mappe

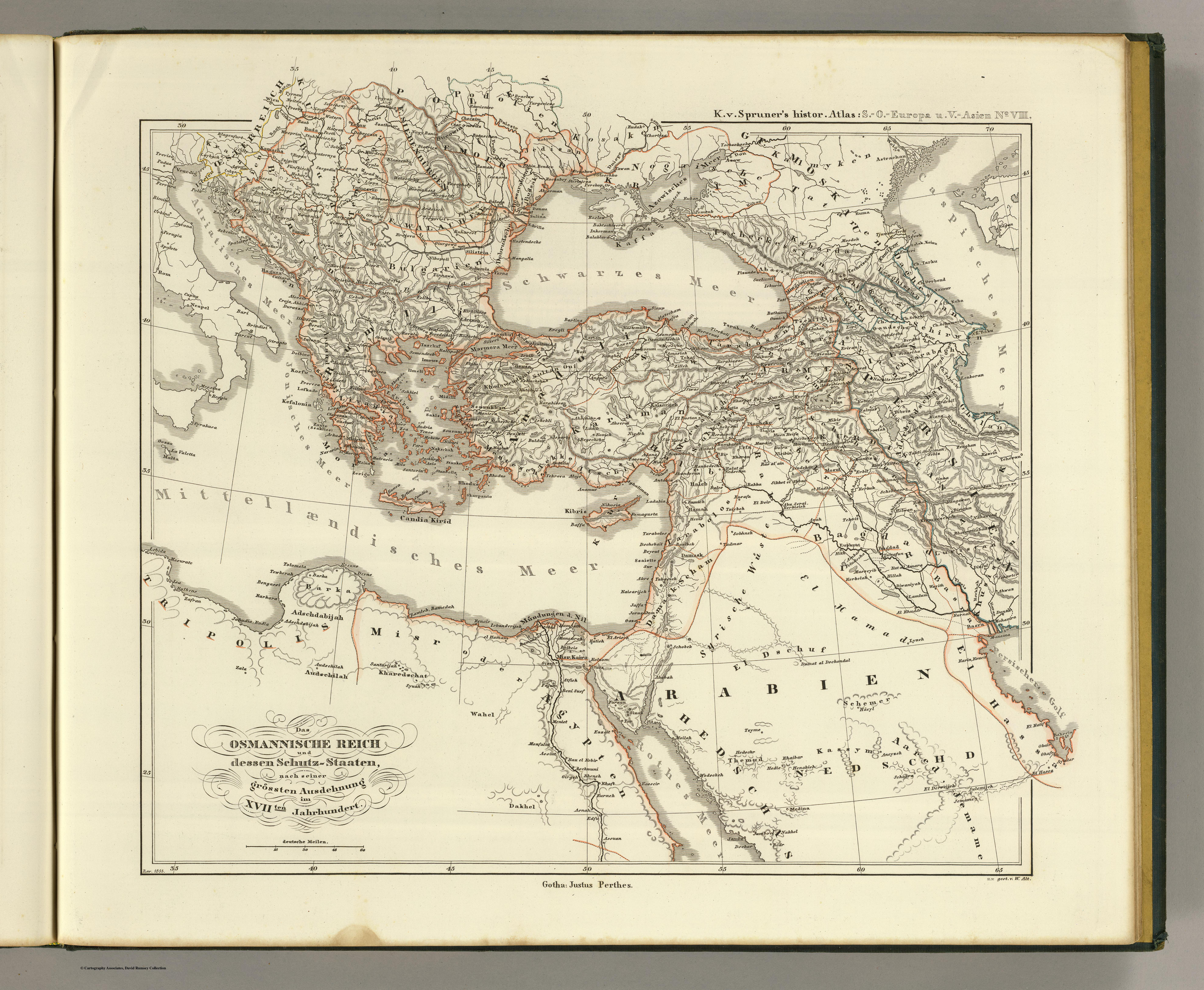
Gli eyalet nel XVII secolo
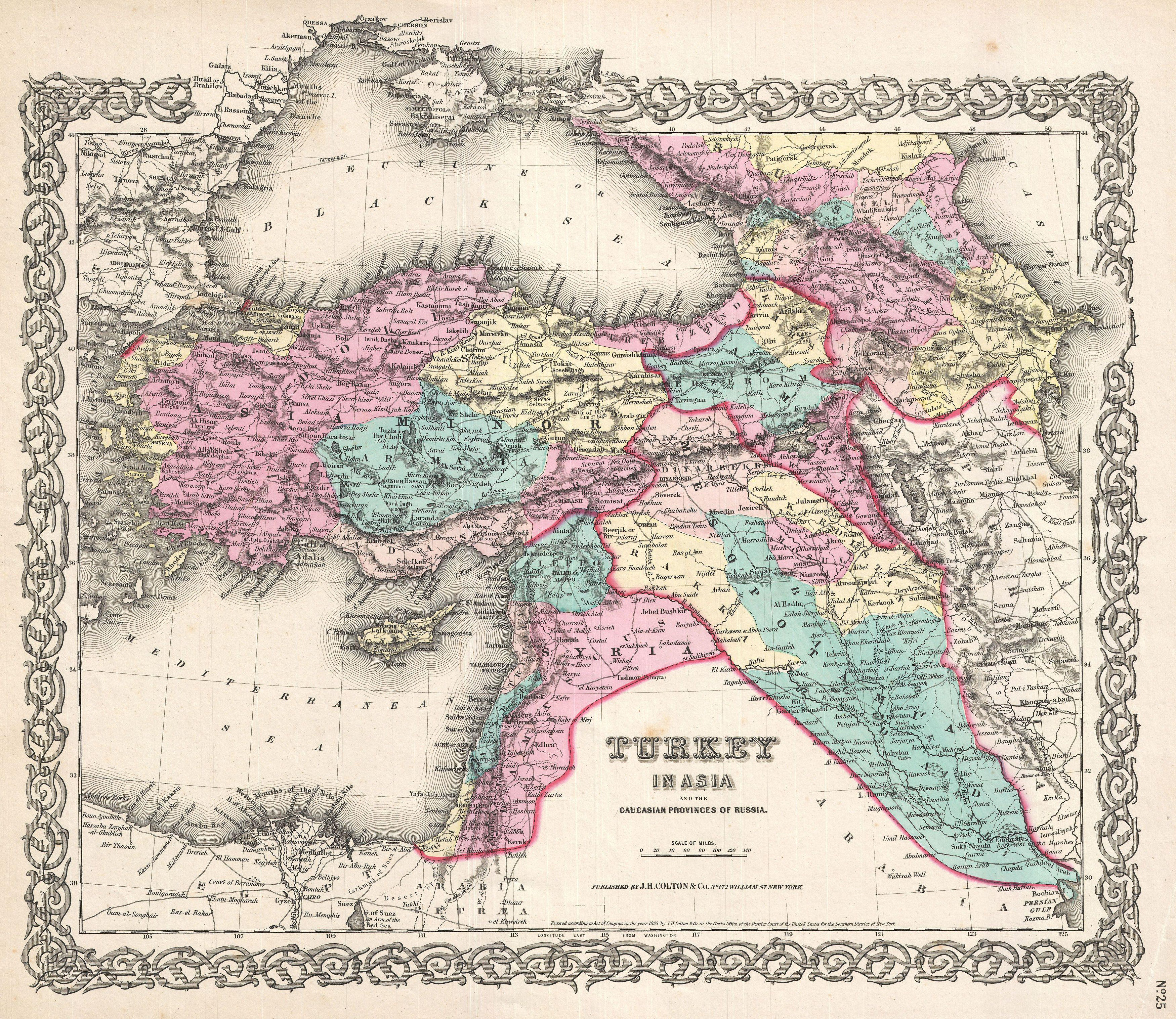
Mappa del 1855 della Turchia asiatica da Joseph Hutchins Colton
Mappa della Turchia europea di Carl Ritter, pubblicata nel 1864